# 세계정복자의 역사

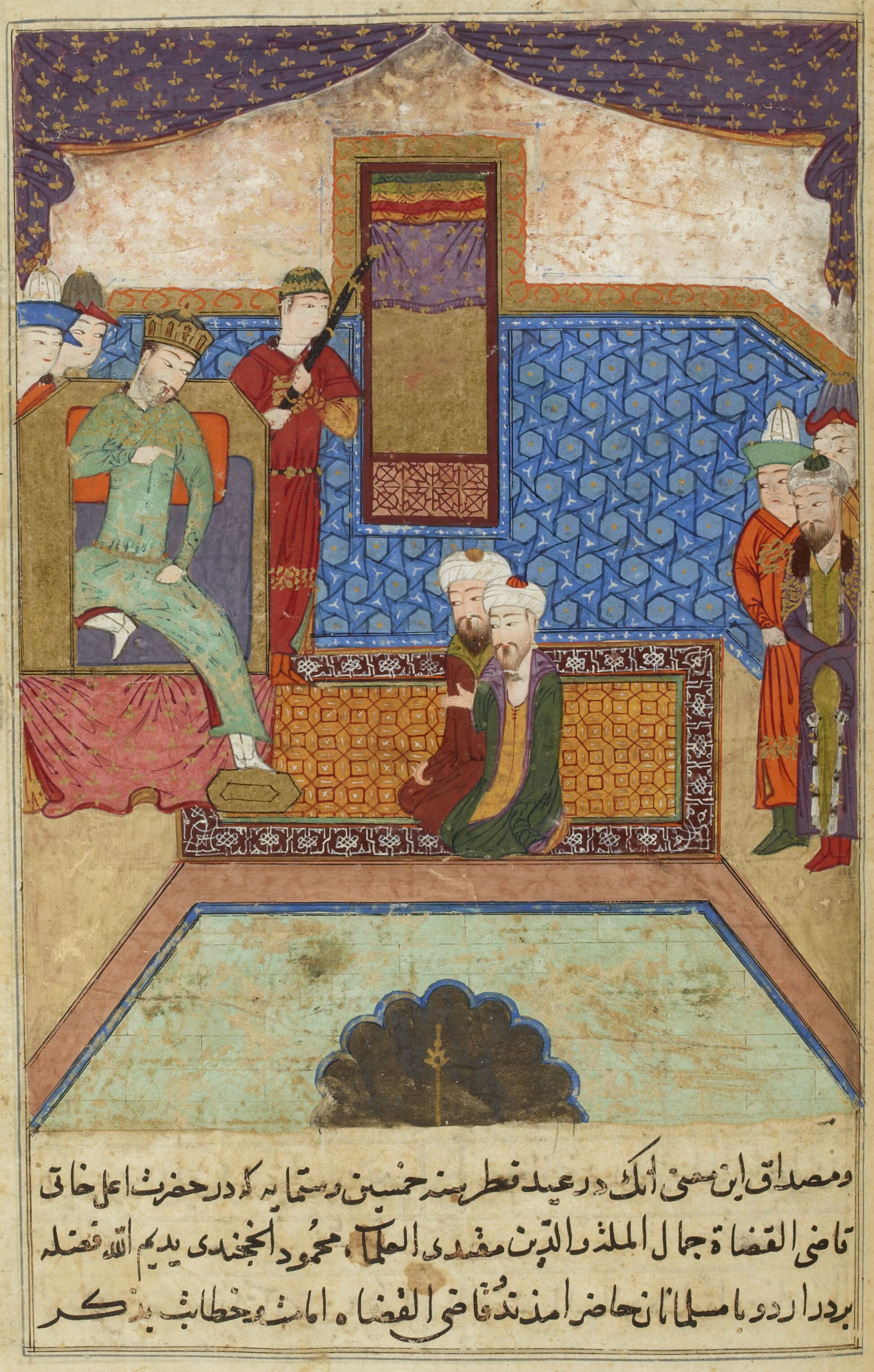

세계정복자의 역사(페르시아어: تاریخ جهانگشای Tārīkh-i Jahāngushāy, 또는 페르시아어: تاریخ جهانگشای جوینی Tārīkh-i Jahāngushāy-i Juwaynī)는 페르시아의 아타 말릭 주베이니가 저술한 역사 기록으로, 몽골 제국, 훌라구 칸, 일 칸국의 페르시아 정복과 이스마일파의 역사를 다루고 있으며, 페르시아 문학사에서 귀중한 작품으로 여겨지고 있다. 한국에 소개될 때는 세계정복자의 역사 또는 세계정복자사로 번역되기도 한다.
주베이니의 조국이기도 했던 이란에 대한 몽골 제국의 침략이 있었던 1219년 칭기즈 칸의 몽골 군대가 휩쓸었던 타지키스탄의 유목민 부족과 오트라르, 부하라, 사마르칸트 등 실크 로드의 주요 도시들의 생존자들의 증언과, 1227년 칭기즈 칸이 사망할 때까지 이어졌던 전쟁들에 대한 기록을 담고 있다. 또한 아사신파라고도 불리는 이스마일파가 훌라구의 몽골 제국군에 의해 격파되는 1256년까지의 몽골족의 역사뿐만 아니라 몽골족에 멸망당하고 흡수된 호라즘 제국과 카라 키타이(서요)의 역사도 다루고 있다.
주베이니의 저작은 때때로 과장되어 있기도 한데, 예를 들어 몽골군의 전력이 70만 대군이었다고 기록하고 있는 그의 기록은 몽골군의 실제 전력을 10만 5천 명에서 13만 명으로 추산하는 다른 기록들과는 서로 상충되고 있다. 또한 그의 묘사는 종종 드라마틱한 느낌을 띠기도 하는데, 1256년 11월 그가 참전해 목격한 아사신파의 성 메이문-지즈(Maymun-Diz)에 대한 공성전 당시 그는 트레뷰셋 투석기 공격 장면을 다음과 같이 묘사했다.
그들이 발사한 첫 번째 돌들은 수비수들의 투구를 깨부수었고 많은 돌들이 그 아래로 부서져 내렸다. 석궁을 쏘는 전투에 대한 두려움이 그들을 짓눌러 그들은 완전히 공포에 떨었고, 베일을 가져다 방패를 삼으려고 했다. (즉, 그들은 매우 불충분한 장비로 방어하기 위해 최선을 다했다.) 탑 위에 서 있던 어떤 이들은 쥐새끼처럼 공포에 질린 채 구멍으로 기어들거나 도마뱀처럼 바위 틈으로 도망쳤다.

그러나 주베이니의 기록은 라시드웃딘의 저작이나 원조비사와 함께 현대에 몽골 제국의 역사를 연구하는데 매우 귀중한 자료로 평가된다. 주베이니는 몽골 제국의 요직을 역임한 그의 할아버지나 아버지처럼 몽골 궁정의 핵심 구성원과 접촉할 수 있었고, 몽골 궁정의 생생한 모습을 기록할 수 있었다.
그의 설득력 있는 묘사 중 하나는 유목민인 몽골인의 군대 훈련으로서 몽골의 사냥 또는 네지르(nerge, 대수렵)에 대한 묘사이다. 네지르에서 모든 군대는 겨울이 시작되기 전에 말린 고기를 얻기 위해 넓은 지역에 있는 모든 동물들을 잡았다. 칭기즈 칸 시대에는 네지르(대수렵)는 엄한 처벌을 수반하는 전투 훈련으로 전환되었는데(몽골 제국의 법률인 에케 자삭은 처벌에 있어 신분의 차이를 두지 않았으며, 역사가 미르혼드Mirhond에 따르면 사냥하면서 동물을 탈출하도록 허용한 자에 대해 신분을 가리지 않고 체벌을 가하였다) 사냥 도중 짐승을 놓친 십호, 백호, 천호장들은 처벌되었다. 그리고 일단 사냥된 동물들은 무자비하게 도축되었는데, 처음에는 칸에 의해, 다음에는 왕자들에 의해, 그리고 마지막으로, 모든 군에 의해, 그렇게 명령된 후에야 도살되었다. 이것은 잘 확립된 인간 정착지에 대한 몽골의 무자비한 공격의 모델이 될 것이었다. 그러나 아이가 없는 쿠빌라이 칸과 그의 카툰 차비의 그림에서는 느리게 움직이는 말들과 쫓기는 사냥감들을 관찰하며 평균적인 사냥 모습을 보여준다. 본서에서 주바이니가 상상한 가학적인 장면은 모든 종류의 동물들이 사람을 피해 도망치고 있는 것으로, 이는 성경에서 말하는 심판의 날의 장면에서 사자가 황소를 사냥하는 장면과도 비슷하다.
다만 일 칸국의 훌라구 칸과 그의 아내이자 기독교(네스토리우스파) 신자였던 카툰(왕비) 도케즈가 훗날 아인 잘루트에서의 몽골의 승리를 방해했을 가능성이 있는 라틴인 동맹국들을 위해서 사냥 규모를 늘렸을 가능성도 있다. 중국의 소설가 지앙룽(姜戎)의 장편 소설 《늑대 토템》(狼图腾)에 등장하는 중국인 학생 첸젠이 과거의 역사적 몽골인들과 그 후손들이 사냥한 것과 같은 종(種)일 야생 늑대를 끝내 구해내지 못한 비극적인 실수에 대한 묘사는, 멸종 위기에 처한 늑대들이 파괴적인 늑대들에 대한 전통적 묘사와 같은 사냥들의 표적이 되었음을 나타낸다. 눈표범과 다른 종들도 사냥을 당했을 가능성이 있다. 《몽골의 전사들 1200-1350》(Mongol Warrior 1200-1350)에서 스티븐 턴불(Stephen Turnbull)과 웨인 레이놀즈(Wayne Raylones)는 몽골인들이 하루에 약 250그램의 말젖을 물에 타서 마셨고, 원정을 위해 4.5kg의 식량을 소지했으며, 마못을 파헤치는 등 사냥 작전을 벌였고, 그들은 말고기를 먹었고(이 점이 프르제발스키 호스라 불리는 몽골 야생마의 멸종에 기여했다고 알려져 있는데, 그것은 아마도 식량 부족 때문이었을지도 모르며, 이 말들 가운데 일부는 몽골의 역사 시대보다는 훨씬 이후에 등장했을 것이다) 또한 말의 정맥에서 피를 내어 마시기도 했는데, 때때로 말이 굶주려 죽는 일도 있었다고 한다. 그러나, 루브럭의 윌리엄(William of Rubruck)은 타타르족에 대한 좀 더 온건하지만 동일한 방식의 사냥을 보고하고 있기 때문에, 주베이니의 기록은 여전히 과장의 가능성이 존재한다.
실크 로드의 요충지였던 메르브(Merv)가 함락된 뒤, 도시 주민들은 모두 성 밖으로 내몰려서 기술자와 노예를 제외하고 남녀노소 구별 없이 십호장, 백호장, 천호장 그리고 나머지 몽골 군인과 징집병들에게 300명에서 400명씩 할당해 모두 그 자리에서 도륙해버렸다. 주베이니에 의하면 이때 메르브에서 살해된 사람의 숫자가 130만 명에 이르렀다고 한다. 물론 이는 상당한 과정임에 틀림없으나 무수한 사람들이 희생된 것만은 사실이다. 또한 이러한 종류의 야만 행위가 몽골군에 의해 확산된 테러의 일부였다는 것은 의심할 여지가 없다.
그의 저서는 다른 어느 지역보다 중동에서 일어난 사건을 특히 많이 기록했지만, 몽골리아에서 내려온 정책이 어떻게 서남아시아에 영향을 끼쳤는지를 보여주기 위해 애쓴 흔적이 뚜렷하다. 아쉽게도 주베이니의 서술은 1256년에서 멈추었고 자신이 훗날 총독으로 근무했던 바그다드를 몽골이 파괴한 것에 대해서는 은근히 모르는 척하고 있다.

## 참고 문헌
- Mongols, Huns, and Vikings, by Hugh Kennedy, 2002.
- 김호동 《몽골제국과 세계사의 탄생》 돌베개, 2010년
- 티모시 메이, 권용철 옮김 《칭기스의 교환: 몽골 제국과 세계화의 시작》사계절, 2020년